# Poa gamblei
Poa gamblei är en gräsart som beskrevs av Norman Loftus Bor. Poa gamblei ingår i släktet gröen, och familjen gräs. Inga underarter finns listade i Catalogue of Life.